# タイラー・メイン
タイラー・メイン（Tyler Mane, 1966年12月8日 - ）はカナダ・サスカチュワン州サスカトゥーン出身の元プロレスラー、俳優。

## 略歴
身長は6フィート9インチ(206cm)とかなり長身である。
8歳から空手、カンフー、テコンドー、柔道を習い、18歳でアメリカンフットボールのセミプロの選手として短期間活躍。
その後1986年にプロレスラーに転向。1988年2月に「海賊男」ガリー・ガスパーのリングネームで新日本プロレスに初来日。1990年11月には「ザ・ランド・オブ・ジャイアンツ」の片割れスカイウォーカー・ナイトロンのリングネームで全日本プロレスの世界最強タッグ決定リーグ戦に参戦。1993年にはWCWに参戦し、ビッグ・スカイのリングネームでビニー・ベガスとのタッグで活躍した。1999年に引退。
1992年にプロレスラー役で出演した舞台で俳優デビュー。その後、いくつかのテレビドラマに出演し、2000年の『X-メン』でセイバートゥース役に抜擢され、映画デビュー。その後はアクション映画やホラー映画で活躍。その他の代表作にリメイク版『ハロウィン』と続編の『ハロウィンII』のマイケル・マイヤーズ役がある。
私生活では88年に結婚、2人の子供をもうけるが2003年に離婚。2007年に女優のRenae Geerlingsと再婚。現在はロサンゼルス在住。
俳優活動に加え、慈善活動を行っている。また、自ら製作会社Mane Entertainment社を立ち上げ、スリラー作品を製作するなど、様々な形で映画に関わっている。

## 出演作品
- 『X-メン』 X-Men (2000)
- 『魔界覇王』 How to Make a Monster (2001) TV映画
- 『レッドデビル　KGB VS CIA』 Red Serpent (2002)
- 『スコーピオン・キング』 The Scorpion King (2002) ノー・クレジット
- 『ブラックマスク2』 Black Mask 2: City of Masks (2002)
- 『トロイ』 Troy (2004)
- 『ヘラクレス 選ばれし勇者の伝説』 Hercules (2005) TV映画
- 『デビルズ・リジェクト マーダー・ライド・ショー2』 The Devil's Rejects (2005) ノー・クレジット
- 『ハロウィン』 Halloween (2007)
- 『ハロウィンII』 Halloween II (2009)
- 『ファイティング・with・ファイア』 Playing with Fire (2019)
- 『デッドプール&ウルヴァリン』 Deadpool & Wolverine (2024)